# Heris
Pour les articles homonymes, voir Heris (homonymie).
Heris (en persan : هريس, également romanisé en Herīs ou Harīs ; aussi appelé Hiriz) est le chef-lieu de la préfecture de Heris, dans la province de l'Azerbaïdjan de l'Est, en Iran. 
Lors du recensement de 2006, la ville compte 9 513 habitants, répartis en 2 359 familles.
L'homme politique Hashem Hashemzadeh Herisi est né à Heris en 1938.